# Мечеть Шейха Маттара
Мечеть Шейха Маттара (азерб. Şeyx Məttar məscidi, тур. Şeyh Mattar Camii) — мечеть, расположенная в Диярбакыре. Построена в 1500 году по приказу правителя Ак-Коюнлу султана Гасыма. Поэтому она также часто называется Мечеть Гасым-бека (азерб. Qasım bəy məscidi, тур. Kasım Bey Camii).

## История

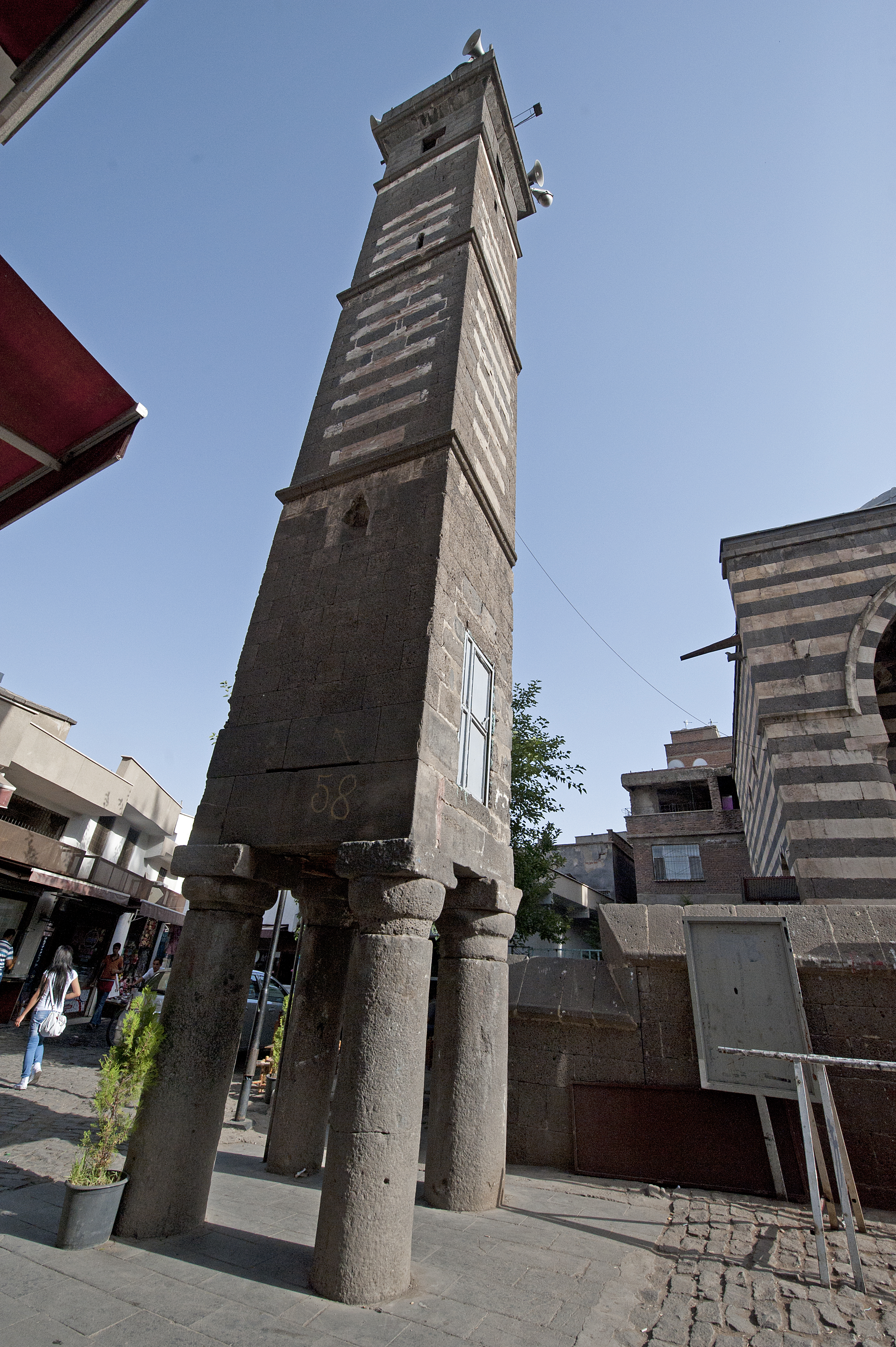
Четырёхногий минарет мечети

Мечеть была построена в Диярбекире в 1500 году султаном Ак-Коюнлу Гасым-бека. Её среди людей также называют мечетью Шейха Маттара, так как была построена на участке, где находилась могила Шейха Мутаххара. Также в источниках они именуется по имени основателя — мечетью Гасым-бека или Гасым падишаха. Во время перестрелки между членами курдской боевой группировки «Патриотическое революционное молодёжное движение» и полицией две колонны минарета были повреждены в результате обстрела из автоматического оружия в ночь на 25 ноября 2015 года.

## Архитектура

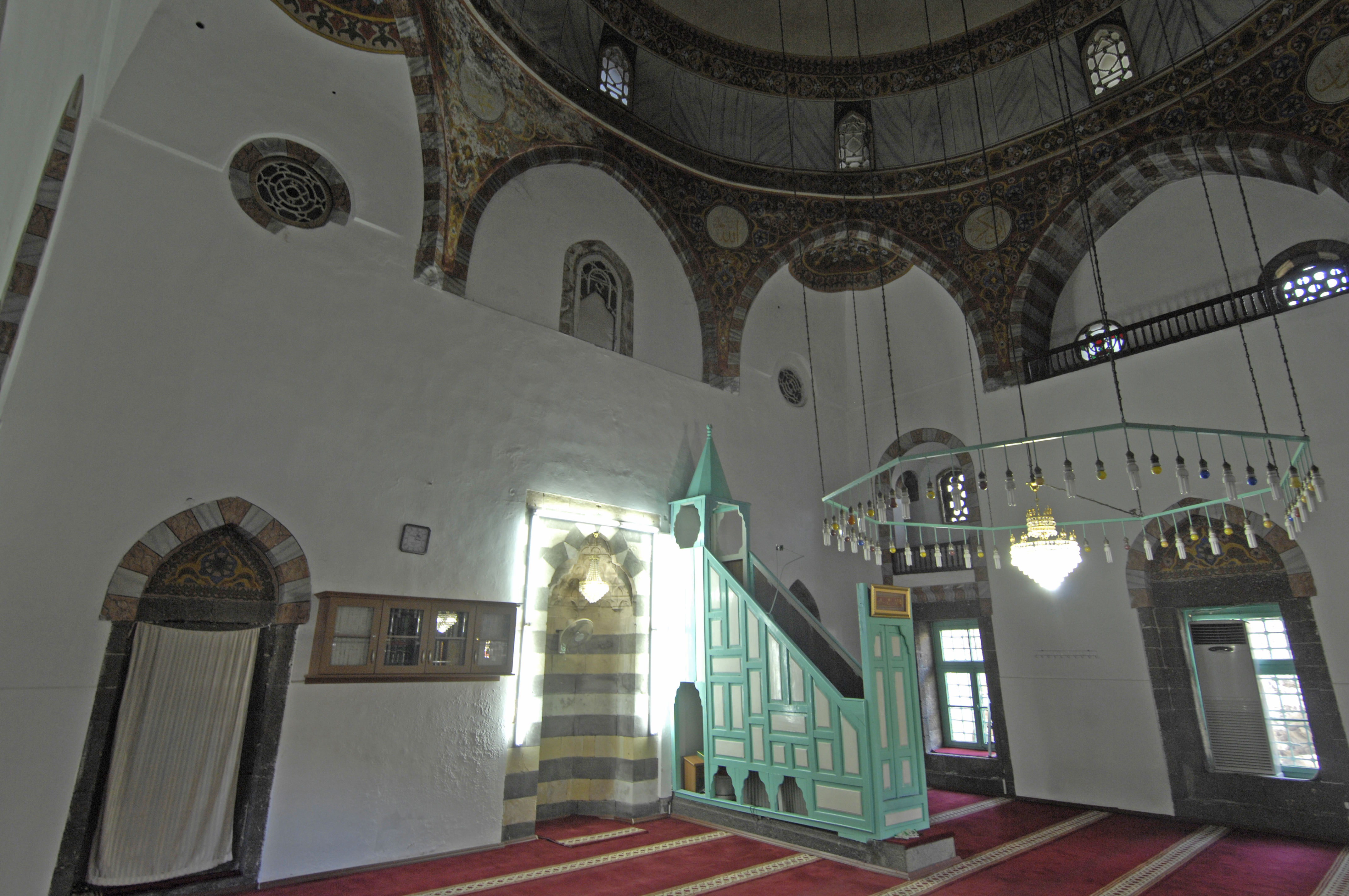
Мечеть изнутри

Мечеть квадратной формы с одним куполом. В ней три окна по бокам и по два окна на север и юг, все они имели углубления, закрытые аркой как с внутренней, так и с наружной стороны. Минарет был построен на единой каменной колонне с четырёх сторон. Согласно этому поверью, любой, кто семь раз пройдет под этими колоннами, исполнит свое желание. Это единственный минарет в Турции с четвероногими минаретами. Четыре фута этого минарета представляют четыре суннитских течения.